# Бриология
Бриоло́гия (от греч. βρύον «мох» и логия) — раздел ботаники, изучающий мохообразные растения (Bryophyta sensu lato).
Учёных, специалистов в области бриологии (современные и ископаемые виды мхов), называют бриологами.

## Предмет изучения
В базе данных The Plant List (2010), являющейся в настоящее время одной из наиболее полных баз по названиям растений, содержится 15 344 действительных названий видов, 1473 действительных названий родов и 165 действительных названий семейств мохообразных.
Ранее все мохообразные растения рассматривались как единый таксон в ранге отдела — Мхи (Musci). В настоящее время три основных группы мхов выделены в самостоятельные отделы:
- Anthocerotophyta — Антоцеротовидные
- Bryophyta (Bryophyta sensu stricto) — Моховидные, также Мхи
- Marchantiophyta — Печёночные мхи

## Научные общества
- Международная ассоциация бриологов (англ.)
- Американское бриологическое и лихенологическое общество
- Латиноамериканское бриологическое общество (исп.)
- Бриологическая и лихенологическая ассоциация Центральной Европы (нем.)
- Британское бриологическое общество (англ.)
- Голландское бриологическое и лихенологическое общество (нид.)
- Испанское бриологическое общество (исп.)
- Швейцарская ассоциация бриологии и лихенологии (нем.)
- Японское бриологическое общество (создано в 1972 году, первый президент — Норио Такаки)